# Katsuhiro Suzuki
Katsuhiro Suzuki (japanisch 鈴木 勝大 Suzuki Katsuhiro; * 26. November 1977 in der Präfektur Kanagawa) ist ein ehemaliger japanischer Fußballspieler.

## Karriere
Suzuki erlernte das Fußballspielen in der Schulmannschaft der Toko Gakuen High School und der Universitätsmannschaft der Kokushikan-Universität. Seinen ersten Vertrag unterschrieb er 2000 bei den Avispa Fukuoka. Der Verein spielte in der höchsten Liga des Landes, der J1 League. Für den Verein absolvierte er zwei Erstligaspiele. 2001 wechselte er zum Zweitligisten Sagan Tosu. Für den Verein absolvierte er 94 Spiele. Danach spielte er bei den Volca Kagoshima (2004) und Rosso Kumamoto (2005–2006). Ende 2006 beendete er seine Karriere als Fußballspieler.